# Súsruta

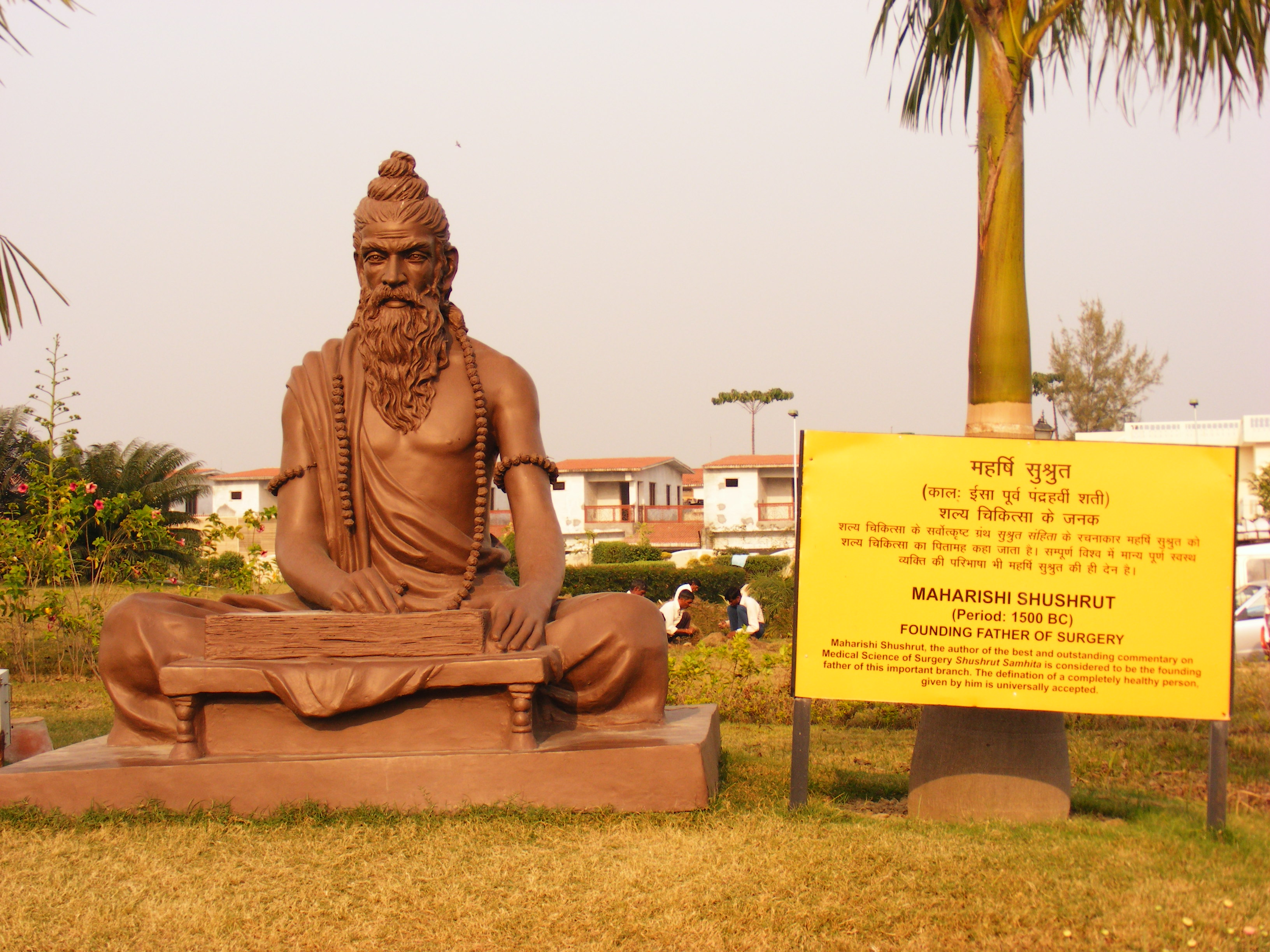
Imagen idealizada de Súsruta (de quien se desconoce la descripción) en el Ioga Pit de Patañyali (en Jariduar).

Súsruta (siglo V o III d. C.) fue un médico y cirujano indio.
Escribió el Súsruta-samjita que, junto al Cháraka-samjita, de Charaka, fundó el holds, la medicina tradicional de la India.
Puede verse escrito de varias maneras:
- Suśruta
- Susruta
- Sushruta
- Susrut
- Sushrut
- Sushrutha.

## Etimología
- suśruta, en el sistema AITS (alfabeto internacional para la transliteración del sánscrito).[1]
- सुश्रुतस, en escritura devanagari del sánscrito.[1]
- Pronunciación: /súshruta/.[1]
- Etimología: ‘muy famoso’, ‘muy escuchado’, siendo sú: ‘muy’; y śruta: ‘escuchado’).[1]

### Otros significados del nombre
En el Rig-veda (el texto más antiguo de la India, de mediados del II milenio a. C.) aparece varias veces la palabra súsruta pero en su acepción etimológica ‘muy famoso’
- ‘bien escuchado’ o ‘correctamente escuchado’; según el Naishada-charita (‘costumbres de los negros’), 4, 116).
- otro nombre del Charaka-samjita; según el Naishada-charita
- nombre del propio Súsruta-samjita.
- ‘agradablemente escuchado’, una exclamación durante una ceremonia sradha; según el Manu-samjita (3, 254); también se utilizaba śrauṣat.
- nombre de un hijo de Subhāsa; en el Visnú-purana (siglo III d. C.).
- nombre de un hijo de Padmodbhava; según el Dasha-kumara-charita.

## Datación
Se ha calculado la época de Súsruta a través de la datación de su Súsruta-samjita, que fue compuesto hacia el siglo III o IV d. C.
Susruta decía que su maestro Divodasa le habría declarado que había aprendido todo lo que sabía de labios del propio dios DhanuAntari ―que en la India era considerado tradicionalmente como el dios de la medicina―. Pero a partir de lo que se conoce de la medicina india antes de Súsruta, es más posible que Súsruta no hubiera aprendido mucho de un médico anterior a él, sino que él creó todas las técnicas que necesitaba.[cita requerida]
Un tal P. Kutumbian cree que Súsruta apareció mencionado en el Satápatha-bráhmana (texto religioso del siglo VI a. C.). Eso ubicaría a Súsruta en ese siglo (unos 600 años antes de lo que actualmente se cree).
Súsruta decía ser hijo del antiquísimo sabio Visuá Mitra y descendiente del dios Dhanu Antari.
Posiblemente lo hacía ―como es una costumbre en la India (donde no es bien visto presentar nueva información no refrendada en las Escrituras religiosas)― para dar peso a sus afirmaciones.

## Datos biográficos
Súsruta estudió en Kashi (actual Varanasi, más conocida como Benarés, en español).
Fue cirujano destacado en técnicas de rinoplastía, abatimiento de cataratas, intervenciones anales y dentarias, siendo el primero en dejar constancia escrita de operaciones de cirugía. Además, en el área de la medicina, realizó las primeras descripciones de la diabetes, la angina de pecho, la obesidad y la hipertensión arterial. El conocimiento que poseía fue compilado en el Súsruta-samjita, texto de 184 capítulos, que describe 1120 enfermedades, 700 plantas medicinales, 64 preparados de fuentes minerales y 57 preparados de fuentes animales.